# The Bothy Band (album)
Albums de The Bothy Band
Old Hag You Have Killed Me
(1976)
The Bothy Band, sorti en disque vinyle en 1975 sur le label irlandais Mulligan et en 1976 sur le label Polydor, est le premier album du groupe de musique traditionnelle irlandaise The Bothy Band.

## Historique

### Enregistrement et production
L'album est enregistré en octobre 1975 aux Dublin Sound Studios à Dublin en Irlande,.
La prise de son est assurée par les ingénieurs du son Keith Mansfield et Pat Morley,.
Le disque est produit par Donal Lunny et Mícheál Ó Domhnaill, deux membres du groupe,.

### Publication et rééditions
L'album sort en disque vinyle LP en 1975 en Irlande sous la référence LUN 002 sur le label Mulligan Records, un label lancé par Donal Lunny en 1975 et qui fut l'un des plus importants labels indépendants irlandais. 
La notice du LP (liner notes) est rédigée par P.J. Curtis, le graphisme de la pochette est l'œuvre de Willy Matthews, tandis que sa conception est assurée par Whitney Beard et sa typographie par Art Foote.
L'album sort ensuite au Royaume-Uni, aux États-Unis et en France sous diverses références sur le label Polydor sous licence de Mulligan.
Il est ensuite réédité en LP aux États-Unis en 1981 par le label Green Linnet, avant de sortir en CD en 1993 sur le label Green Linnet et en 2008 sur le label Mulligan,.

## Accueil critique
Le site AllMusic attribue 4½ étoiles à l'album : le critique musical Steve Winick d'AllMusic le qualifie de « brillant premier album ».
Dans la review de l'album suivant (Old Hag You Have Killed Me), James Christopher Monger d'AllMusic affirme que « Avec leur premier album de 1975, le Bothy Band a réinventé à lui seul la musique celtique traditionnelle pour l'ère post-industrielle. Le violon féroce de Tommy Peoples, la cornemuse lucide de Paddy Keenan, le jeu de flûte inégalé de Matt Malloy et la précision du bouzouki de Dónal Lunny ont donné naissance à un mélange enivrant ».
Pour Tom Moon, dans son ouvrage 1,000 Recordings to Hear Before You Die, « Bien qu'il n'ait existé dans sa meilleure formation que pendant trois ans et n'ait fait que trois albums studio, The Bothy Band a secoué le monde celtique avec ses revitalisations ». Tom Moon estime que le groupe constitue « une excellente façon d'entamer une exploration de la musique celtique ».

## Liste des morceaux
Tous les titres sont des morceaux traditionnels arrangés par The Bothy Band.

### Face A
1. The Kesh Jig, Give us a Drink of Water ; The Flower of the Flock ; Famous Ballymote
2. The Green Groves of Erin ; The Flowers of Red Hill
3. Do You Love an Apple
4. Julia Delaney
5. Patsy Geary's ; Coleman's Cross
6. Is Trua Nach Bhfuil Mé in Éirinn
7. The Navvy on the Line ; The Rainy Day

### Face B
1. The Tar Road to Sligo ; Paddy Clancy's
2. Martin Wynn's ; The Longford Tinker
3. Pretty Peg ; Craig's Pipes
4. Hector the Hero ; The Laird of Drumblaire (Strathspey and reel)
5. The Traveller ; The Humours of Lissadell
6. The Butterfly
7. The Salamanca ; The Banshee ; The Sailor's Bonnet

## Musiciens
- Tríona Ní Dhomhnaill : clavecin, bodhrán, chant
- Dónal Lunny : bouzouki, chant
- Tommy Peoples : fiddle
- Matt Molloy : flûte, whistle
- Mícheál Ó Domhnaill : guitare, chant
- Paddy Keenan : uilleann pipes (cornemuse irlandaise), whistle